# Staartmeesstekelstaart
De staartmeesstekelstaart (Leptasthenura aegithaloides) is een zangvogel uit de familie Furnariidae (ovenvogels).

## Verspreiding en leefgebied
Deze soort telt vier ondersoorten:
- L. a. grisescens: de kusten van zuidelijk Peru en noordelijk Chili.
- L. a. berlepschi: zuidelijk Peru, westelijk Bolivia, noordelijk Chili en noordwestelijk Argentinië.
- L. a. aegithaloides: centraal Chili.
- L. a. pallida: westelijk en centraal Argentinië en zuidelijk Chili.

## Status
De grootte van de populatie is niet gekwantificeerd maar de soort wordt omschreven als algemeen. Op de Rode lijst van de IUCN heeft deze soort de status niet bedreigd.